# زبان‌استخوانی‌ریخت‌تباران
زبان‌استخوانی‌ریختان (نام علمی: Osteoglossomorpha) نام یک فراراسته از فرورده پیوسته‌استخوانان است.